# Die Linie
Die Die Linie GmbH ist ein deutsches regional tätiges Omnibus-Verkehrsunternehmen, das den Stadtverkehr von Itzehoe sowie ÖPNV-Verkehrsdienstleistungen im Linienverkehr auf Konzessionsbasis im Kreis Steinburg durchführt.

## Geschichte
Im Zuge der erstmaligen Ausschreibung des Linienverkehrs im Kreis Steinburg erhielt eine Bietergemeinschaft regionaler Busunternehmen den Zuschlag. Für die Erbringung der Verkehrsleistungen wurde im Jahr 1997 das Unternehmen Die Linie Steinburg GmbH gegründet.
An dem Unternehmen sind der Omnibusbetrieb Erich Rathje aus Schenefeld und die Lampe Reisen GmbH & Co. KG aus Itzehoe beteiligt.

## Linien
Die Linie trägt Anfang 2025 die Verantwortung für den Stadtverkehr auf den Buslinien 6101 bis 6106 in und um Itzehoe.
Weitere Informationen zum Linienverkehr in den Kreisen Steinburg und Segeberg auf Linien der Autokraft:
- Linie 7500: Bf Wrist – Hitzhusen – Bad Bramstedt
- Linie 7503: Kellinghusen – / Bf. Wrist ← Quarnstedt – Hitzhusen – Bad Bramstedt (nur Einzelfahrten an Schultagen)
- Linie 7504: Bad Bramstedt – Bimöhlen – Hof Weide (→ Großenaspe) (nur Einzelfahrten an Schultagen)
- Linie 7505: Bad Bramstedt – Weddelbrook – Heidmoor (nur Einzelfahrten an Schultagen)
- Linie 7506: Brokstedt – (Hardebek) – Bad Bramstedt (nur Einzelfahrten an Schultagen)
- Linie 7508: Bad Bramstedt – Großenaspe – Boostedt (nur Einzelfahrten an Schultagen)
- Linie 7509: AST Bad Bramstedt – Wildpark Eekholt